# Калирои Парен
Калирои Парен (грч. Καλλιρρόη Παρρέν) (1861—15. јануар 1940) била је грчка књижевница, новинарка и прва феминистикиња која је покренула феминистички покрет у Грчкој.

## Младост
Рођена у Ретимну, на Криту, у породици средње класе, Калирои је стекла основно образовање у школи за часне сестре у Пиреју. По завршетку студирала је у школи за девојчице у Атини, а 1878. је завршила Арсакеион школу за учитеље. Била је веома интелигентна и познавала је многе језике, укључујући руски, француски, италијански и енглески. Позвана је у Одесу где је две године радила у грчкој школи за девојчице. Такође је неколико година одлазила у Адријанопољ да води школу "Запенион" за грчку заједницу. Коначно се населил у Атини са својим супругом, француским новинарем по имену Жан Парен, који је основао француску новинску агенцију у Истанбулу.

## Рад
Из Атине је покренула феминистички покрет у Грчкој заједно са оснивањем новина, Ephemeris ton kyrion (Магазин за жене), 1887. Ово је био магазин који су радиле искључиво жене и који се у почетку појавии на 8 страна недељно до 1908. године када је промењен у двомесечни који је трајао до почетка 1916.
Имала је начин да комуницира са људима који су јој омогућили да убеди све познате писце њеног времена да допринесу њеном раду чак и ако ти писци нису сматрали себе феминистима. Новине су престале са радом када је Парен 1917. године прогнан од стране управе Елефтериос Венизелоса на острво Хидра јер се противила учешћу Грчке у Првом светском рату на страни Антанте.
Док је још била у Атини, блиско је сарађивала са европским и америчким женским покретом и представљала је новине за међународне конференције одржане у Паризу 1888, 1889, 1896, 1900 и 1893, када је одржана у Чикагу. Иако се Парен борио за женска права, она се углавном фокусирала на могућности образовања и запошљавање, за разлику од права гласа жена. Није желела да се превише труди и не добије ништа, већ да изгради јаку основу да би се лакше прихватио закон по којем могу жене да гласају. До 1908. године, захваљујући својим огромним напорима, основан је Национални савет грчких жена (Ethniko Symvoulio ton Ellinidon). Била је повезана са Међународним већем жена.
Између 1890. и 1896. године основала је разне социјалне организације за жене, као што су Недељна школа, Азил Свете Катарине... Године 1900, успела је да успостави државну заштиту над радним условима за децу и жене путем жалбе министру Теодоросу Делигианису.
Калирои је била заслужна за проширење улоге жена позивајући их да кроз свој рад буду активније у смислу патриотизма.
Године 1896, Парен је основала Унију грчких жена. Унија је активно учествовала у прикупљању средстава, шивању униформи за војнике и обуци медицинског особља за краткотрајни, грчко-турски устанак 1897. Њена друга достигнућа су: оснивање Лицејског клуба грчких жена 1911. године, у циљу борбе против различитих облика неправде у грчком друштву и успешног лобирања за пријем жена на Универзитет у Атини. Парен је написача и историју грчких жена од 1650. до 1860. године а грчком језику.
Парен је бил један од оснивачица Мале Антанте жена, која је створена 1923. године за уједињење женама широм Балканског полуострва. Била је и председница грчког огранка Међународне женске лиге за мир и слободу у међуратном периоду.
Поред свих тих иницијатива водила је и књижевни салон познат као "Књижевне суботе." Паламас је чак написала и чувену песму о њој. Била је добра пријатељица и са женама и са мушкарцима у својим књижевним круговима, али ако је икада осетила да јој неко угрожава феминистичке интересе, онда је нападала страшно. Била је пријатељица са чувеним песником Костисом Паламасом.

## Дела
Осим што је издавала своје новине и водила салон, написала је и неколико романа. Они су први пут објављени у њеним женским новинама под именом Маиа. Одговор на њих од стране женске публике био је веома ентузијастичан. Њени први романи објављени су у три тома: I Hirafetimeni (1900; Еманципована жена), I Mayissa (1901; Чаробница) и To Neon Symvoleon (1902; Нови уговор). Ове књиге заједно чине трилогију под називом Ta Vivlia tis Avyis (Књиге зоре) и оне су се бавиле борбом грчких жена према самоостварењу и еманципацији. Трилогија је била добро прихваћена и критичари Григориос Ксенопулос и Костис Паламас говорили су о њему као о великодушном доприносу развоју грчког друштвеног романа.
Године 1907, ова сага је достигла нови ниво популарности када је адаптирана у представу Nea Yineka (Нова жена) која је глумила Марику Котопоули која је била једна од најпознатијих драмских глумица 20. века. Поред ове чувене трилогије Парен је објавила и To Maramenon Krinon (Избледела Лили) и Horis Onoma (Без имена), који је нажалост изгубљен од њиховог почетног стварања.